# The La's
Pour leur album, voir The La's (album).
The La's est un groupe de musique britannique formé à Liverpool en 1983. Mené par Lee Mavers, il connaît son plus grand succès en 1990 avec le single There She Goes.

## Histoire

### Origines (1983-1987)
The La's apparaît en 1983. Un de ses membres fondateurs, Mike Badger, affirme que ce nom lui est venu en rêve, et correspond au terme lads (« gars »), prononcé avec l'accent de Liverpool. Il s'agit à l'origine d'une formation type skiffle, qui place quelques titres sur des compilations publiées dans la région. Lee Mavers rejoint les La's à la guitare rythmique en 1984, et devient progressivement le principal auteur-compositeur et la figure de proue du groupe. Le bassiste John Power arrive deux ans plus tard, après avoir rencontré Badger lors d'un cours de musique financé par la municipalité. La même année, ce dernier quitte les La's pour fonder The Onset.
Grâce à plusieurs concerts donnés à Liverpool en 1986, les La's attirent l'attention de plusieurs maisons de disques, et des cassettes pirates enregistrées lors d'une session d'enregistrement au studio de répétition Flying Picket commencent à circuler. L'une de ces démos arrive sur le bureau d'Andy McDonald à Go! Discs qui signe le groupe.

### Premiers singles, premier album (1987-1991)
Way Out, le premier single des La's, sort en octobre 1987. Malgré les éloges de Morrissey, le chanteur des Smiths, dans le magazine Melody Maker, il ne s'extrait pas des tréfonds du Top 100 britannique. Le groupe commence à acquérir une réputation d'envergure nationale en se produisant sur les scènes du Royaume-Uni : on les compare aux Beatles en raison de leur ville d'origine, de leur son qui évoque le Merseybeat et des paroles de Mavers. Un second single, There She Goes, sort en octobre 1988. Il attire davantage l'attention que son prédécesseur, mais les ventes n'ont rien d'extraordinaire. Le troisième single des La's, Timeless Melody, doit paraître en 1989, mais il est annulé au dernier moment.
Longtemps restée fluctuante autour de Mavers et Powers, avec la participation de musiciens liverpuldiens comme Paul Hemmings, Chris Sharrock ou Barry Sutton la composition du groupe finit par se stabiliser en 1989 avec Neil Mavers (le frère de Lee) comme batteur et Peter « Cammy » Cammel comme guitariste principal.
Les La's passent plus de deux ans à travailler sur leur premier album avec toute une série de producteurs, parmi lesquels John Porter, Gavin MacKillop, John Leckie, Bob Andrews, Jeremy Allom, Mike Hedges et Steve Lillywhite. Cependant, Mavers et les autres membres du groupe ne sont jamais satisfaits du son obtenu, et finissent par jeter l'éponge, frustrés. Go! Discs finit par publier l'album The La's en octobre 1990, à partir du travail réalisé avec Lillywhite et contre le souhait des membres du groupe. Il inclut de nouvelles versions des singles parus jusqu'alors, dont un remix de There She Goes qui devient, sous cette forme, la chanson la plus célèbre des La's.
L'album est bien accueilli par la critique et le public britannique (il devient disque d'argent au Royaume-Uni), de même que les nouveaux singles qui en sont tirés, Timeless Melody et Feelin'. Une courte tournée de promotion s'ensuit, avec des apparitions à la télévision dans des émissions comme Top of the Pops. Les La's offrent pourtant une image déconcertante, avec un Mavers qui ne cesse de répéter qu'il déteste l'album The La's.

### Disparition et réunions (depuis 1991)
Frustré de jouer toujours les mêmes chansons sur scène depuis 1986, John Power quitte le groupe fin 1991 pour aller fonder Cast l'année suivante. Les La's cessent toute activité peu après, hormis à l'occasion de quelques réunions sporadiques dans les années 1990 et 2000. Durant cette période, deux compilations de démos et d'enregistrements maison voient le jour sur le label Viper, créé par Badger et Hemmings : Lost La's 1984–1986: Breakloose (1999) et Lost La's 1986–1987: Callin' All (2001).
Mavers et Power reforment les La's en 2005 pour donner des concerts dans les îles Britanniques et au Japon (Summer Sonic Festival). Sur scène, ils interprètent leur ancien répertoire, agrémenté de quelques chansons inédites. En 2011, Mavers s'associe au bassiste Gary Murphy pour relancer à nouveau le groupe, qui se produit notamment au festival Rock en Seine.

## Discographie

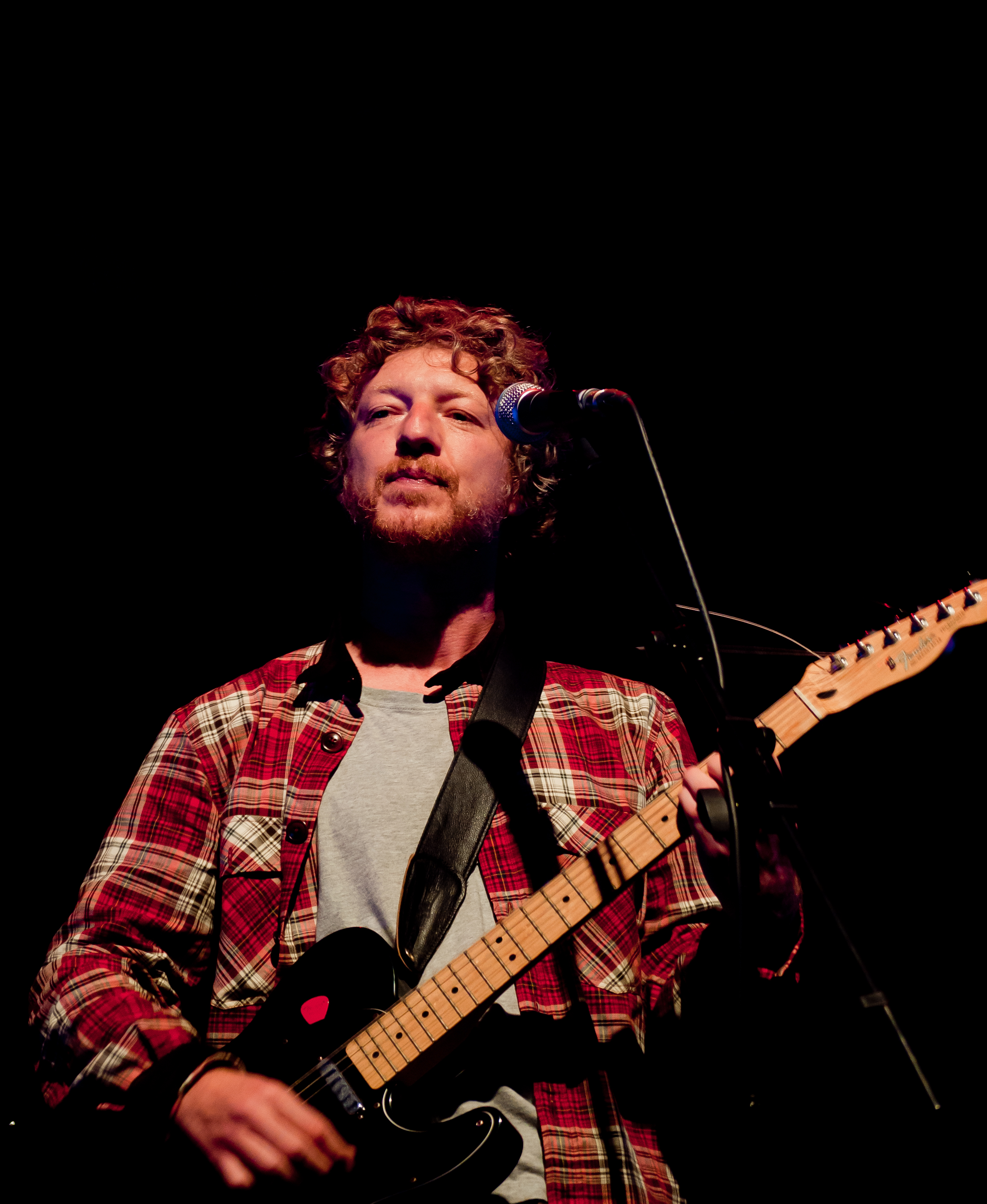
John Power en 2011.

### Albums studio
- 1990 : The La's

### Compilations
- 1999 : Lost La's 1984–1986: Breakloose
- 2001 : Singles Collection
- 2003 : Lost La's 1986–1987: Callin' All
- 2006 : BBC in Session
- 2008 : Lost Tunes (2008)
- 2010 : De Freitas Sessions '87
- 2010 : Callin' All (coffret)
- 2015 : There She Goes: The Collection

### Singles
- 1987 : Way Out (86e)
- 1988 : There She Goes (59e)
- 1990 : Timeless Melody (57e)
- 1990 : There She Goes (Remix) (13e)
- 1991 : Feelin' (43e)